# Nevin Yanıt
Nevin Yanıt (née le 16 février 1986 à Mersin) est une athlète turque, spécialiste du 100 mètres haies.

## Carrière sportive

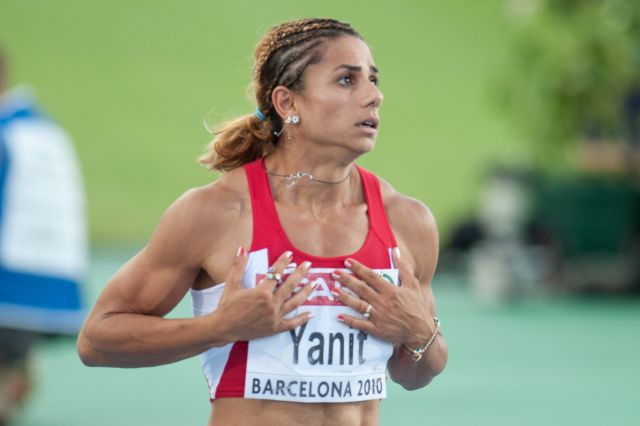
Nevin Yanit aux Championnats d'Europe d'athlétisme 2010 à Barcelone.

Elle a été Championne d'Europe espoirs en 2007. Elle remporte la médaille d'or sur 100 m haies aux Jeux méditerranéens 2009. En 12 s 89, elle remporte l'Universiade à Belgrade peu après.
Son ancien meilleur temps qu'elle avait égalé à trois reprises est de 12 s 76 (à Réthymnon en juillet 2007 ; à Istanbul en juin 2008 ; à Heusden-Zolder en juillet 2008).
Elle remporte la médaille d'or lors des Championnats d'Europe d'athlétisme 2010 en battant, en 12 s 63, le record national de Turquie. Après cette victoire, la ville de Mersin où elle habite constate ses piètres conditions d'entraînement et décide de lui faire construire une piste spécialement pour elle. La piste est sobrement baptisée "Piste d'athlétisme Nevin Yanit".
Elle conserve son titre continental du 100 m haies à l'occasion des Championnats d'Europe 2012 d'Helsinki, devançant avec le temps de 12 s 81 les Biélorusses Alina Talay et Katsiaryna Paplauskaya. 
En avril 2013, son nom apparaît sur une liste de huit athlètes turcs au côté d'Aslı Çakır Alptekin contrôlés positifs par l'Agence internationale de lutte contre le dopage. Elle est alors suspendue en raison de plusieurs contrôles positifs subis en et hors compétition.
Elle reprend la compétition le 6 mars 2016 sur 60 m haies avec une victoire en 8 s 35.
Le 18 mai 2017, elle remporte l'argent des Jeux de la solidarité islamique en 13 s 71.

## Palmarès
| Date | Compétition                       | Lieu          | Résultat | Épreuve     | Temps   |
| ---- | --------------------------------- | ------------- | -------- | ----------- | ------- |
| 2004 | Championnats des Balkans          | Istanbul      | 2e       | 100 m haies | 13 s 66 |
| 2006 | Coupe d'Europe                    | Thessalonique | 1re      | 100 m haies | 12 s 90 |
| 2007 | Championnats des Balkans en salle | Le Pirée      | 1re      | 60 m haies  | 8 s 04  |
| 2007 | Championnats d'Europe espoirs     | Debrecen      | 1re      | 100 m haies | 12 s 90 |
| 2007 | Universiade                       | Bangkok       | 2e       | 100 m haies | 13 s 07 |
| 2008 | Coupe d'Europe                    | Istanbul      | 1re      | 100 m haies | 12 s 73 |
| 2009 | Championnats d'Europe par équipes | Bergen        | 1re      | 100 m haies | 13 s 10 |
| 2009 | Jeux méditerranéens               | Pescara       | 1re      | 100 m haies | 13 s 08 |
| 2009 | Universiade                       | Belgrade      | 1re      | 100 m haies | 12 s 89 |
| 2010 | Championnats d'Europe par équipes | Budapest      | 1re      | 100 m haies | 12 s 74 |
| 2010 | Championnats d'Europe             | Barcelone     | 1re      | 100 m haies | 12 s 63 |
| 2010 | Coupe continentale                | Split         | 4e       | 100 m haies | 12 s 84 |
| 2011 | Championnats d'Europe par équipes | Izmir         | 6e       | 100 m haies | 13 s 18 |
| 2011 | Universiade                       | Shenzhen      | 6e       | 100 m haies | 13 s 27 |
| 2012 | Championnats des Balkans en salle | Istanbul      | 1re      | 60 m haies  | 8 s 16  |
| 2012 | Championnats d'Europe             | Helsinki      | —        | 100 m haies | DSQ     |
| 2012 | Championnats des Balkans          | Eskisehir     | —        | 60 m haies  | DSQ     |
| 2012 | Jeux olympiques                   | Londres       | —        | 100 m haies | DSQ     |
| 2013 | Championnats des Balkans en salle | Istanbul      | —        | 60 m haies  | DSQ     |
| 2013 | Championnats d'Europe en salle    | Göteborg      | —        | 60 m haies  | DSQ     |
| 2016 | Championnats des Balkans          | Pitesti       | 5e       | 100 m haies | 13 s 83 |
| 2017 | Jeux de la solidarité islamique   | Bakou         | 2e       | 100 m haies | 13 s 71 |
| 2017 | Jeux de la solidarité islamique   | Bakou         | finale   | 4 x 100 m   | DNF     |
| 2017 | Championnats d'Europe par équipes | Vaasa         | 9e       | 100 m haies | 14 s 23 |

## Records
| Épreuve     | Temps        | Lieu      | Date            |
| ----------- | ------------ | --------- | --------------- |
| 60 m haies  | 8 s 00 (NR)  | Gand      | 18 février 2007 |
| 100 m haies | 12 s 63 (NR) | Barcelone | 31 juillet 2010 |